# Pseudobracca
Pseudobracca is een geslacht van vlinders van de familie spanners (Geometridae), uit de onderfamilie Ennominae.

## Soorten
- P. biplagiata Semper, 1901
- P. imitatrix Warren, 1895
- P. rotundimacula (Warren, 1897)